# Stob
Stob (Bulgaars: Стоб) is een dorp in de Bulgaarse gemeente Kotsjerinovo, oblast Kjoestendil. Het dorp ligt hemelsbreed 39 km ten zuidoosten van Kjoestendil en 69 km ten zuidwesten van Sofia. 

## Bevolking
Op 31 december 2020 telde het dorp Stob 602 inwoners. Het aantal inwoners vertoont al vele jaren een dalende trend: in 1965 had het dorp nog 1.763 inwoners.
| Bevolkingsontwikkeling tussen 1934 en 2020          |
| --------------------------------------------------- |
|                                                     |
| Bron: Nationaal Statistisch Instituut van Bulgarije |

In het dorp wonen hoofdzakelijk etnische Bulgaren. In de optionele volkstelling van 2011 identificeerden 719 van de 746 ondervraagden zichzelf als etnische Bulgaren, oftewel 96,4%. Voorts identificeerden 22 personen zichzelf als etnische Roma (oftewel 2,9%).
| Etnische samenstelling van de respondenten (2011) | Etnische samenstelling van de respondenten (2011) | Etnische samenstelling van de respondenten (2011) | Etnische samenstelling van de respondenten (2011) | Etnische samenstelling van de respondenten (2011) |
| ------------------------------------------------- | ------------------------------------------------- | ------------------------------------------------- | ------------------------------------------------- | ------------------------------------------------- |
|                                                   |                                                   |                                                   |                                                   |                                                   |
| Bulgaren                                          | Bulgaren                                          |                                                   | 96,4%                                             | 96,4%                                             |
| Turken                                            | Turken                                            |                                                   | 0,0%                                              | 0,0%                                              |
| Roma                                              | Roma                                              |                                                   | 2,9%                                              | 2,9%                                              |
| Anders/Onbekend                                   | Anders/Onbekend                                   |                                                   | 0,7%                                              | 0,7%                                              |